# CA 15-3
CA 15-3 (carcinoma antigen 15-3, Mucin-1) — белок человека, опухолевый маркёр, использующийся при мониторинге течения и оценке эффективности терапии карциномы молочной железы. Относится к высокомолекулярным гликопротеинам муцинового типа с молекулярной массой 300 000 Да. Кодируется геном MUC1. В здоровом организме находится на поверхности эпителиальных клеток, особенно в органах дыхания, молочной железе и матке. Также экспрессируется активированными и неактивированными Т-лимфоцитами. В больших количествах выделяется клетками эпителиальных (рак груди, яичников) и неэпителиальных опухолей. Изоформа 7 экспрессируется только опухолевыми клетками. 

## Функции в организме
Альфа-субъединица имеет свойства клеточной адгезии. Может выступать в роли адгезивного и анти-адгезивного протеина. Может создавать защитный слой на поверхности эпителиальных клеток против бактериальных и энзимных атак.
Бета-субъединица содержит С-концевой домен, который выполняет сигнальную функцию посредством фосфорилирования и межпептидных взаимодействий. Способствует росту опухоли. Регулирует TP53-опосредованную транскрипцию и апоптоз при генотоксическом ответе. Связывает, вместе с KLF4, элемент-промоутер PE21 белка TP53 и уменьшает активность TP53.

## Использование в диагностике
Используется для мониторинга течения заболевания, обнаружения ранних рецидивов, метастазов и эффективности лечения карциномы молочной железы, дифференциальной диагностики рака молочной железы и доброкачественной мастопатии 
На ранних стадиях болезни только 21% пациентов показывают высокие уровни СА 15-3, поэтому в качестве скринингового теста он подходит мало. Больший интерес представляет динамика уровня этого маркёра в ходе лечения. Высокая скорость роста сывороточных уровней СА 15-3 может говорить о высоко прогредиентной опухоли, либо о метастазировании. При рецидивах или метастазах рост концентрации СА 15-3 может опережать появление клинических симптомов на 6—9 месяцев. До 80% женщин с метастазами рака молочной железы имеют значительное повышение уровня этого онкомаркёра.